# Khaniqa (huyện)
Khaniqa là một huyện thuộc tỉnh Jowzjan, Afghanistan. Dân số thời điểm năm 1999 là  người.